# 和解 (小泉八雲の小説)
『和解』（わかい）は、小泉八雲の小説。英語による原題は The Reconciliation。
夫婦関係を書いた話であるが、おそらくは八雲が幼少期に母親が失踪してしまった心の傷が影響しているのであろう。妻との関係は「雪女」などと同様の結末を迎える。

## あらすじ
その昔、京都に住む若い侍が、主家の没落により生活に窮しだしたことから、妻を離縁し遠国の国守に仕えることになった。出世のため家柄のよい娘と再婚し、任地へ赴いた。しかし、新妻の性格が冷酷でわがままであり、2度目の結婚生活は幸福なものとはならなかった。やがて、侍は折にふれて京都での生活を悲しく思い出すようになった。自分がまだ最初の妻を愛していることに気付き、自分がいかに不当で恩知らずであったかを思い知り、次第に後悔と自責の念に駆られ心の平安を失っていった。時には、夢の中にまで前妻が現れた。それは、自分が置き去りにした荒れた家の小部屋に一人座って、破れた袖で涙を隠している妻の姿だった。侍は彼女が再び夫を待つはずもなく、許くれないこともなかろうと思いつつ、ひそかに京都に帰れるようになれば、すぐに彼女を探し出し、許しを乞い、連れ戻して罪滅ぼしにできるだけのことをしてやろうと決心した。
国守の任期が終わり、侍は自由になり、2番目の妻を親元へ帰すと京都へ急ぎ、彼女を探し始めた。夜更けに以前彼女が住んでいた町にたどり着いたのは9月10日であった。都は墓地のように静まり返っていたが、月が皓々と冴え、明るく家を見つけ出すのは容易であった。家は、見るからに荒れ果て、屋根には丈の高い草すら生い茂っていた。雨戸をたたくも応答がないが、内側から戸締りをしていないことに気づき、戸を押し開けて中へ入った。表の間には畳もなくがらんとしており、冷たい風と月光が射し込んでいた。他の部屋も同様で、人の住む気配がなかった。それでも侍は、一番奥の妻がいつも居室に使っていた部屋まで近づいて行った。ふすまに近づくと、中からは明かりが漏れていた。ふすまを開けると、彼女がそこに座って行燈の陰で縫物をしていた。彼女は若く美しく、思い出の中のように変わっていなかった。侍は彼女の横に座り、ことの仔細を語り始めた。侍は、許しを乞い、これからは七生かけても一緒に暮らそうと提案した。2人は夜が明けるまで語り明かした。いつしか侍は眠り込んでいた。
侍が目を覚ますと、驚いたことに朽ちかけた板床の上にじかに横になっていた。夢を見ていたのか？しかし、彼女は確かに横に眠っていた。しかし、それはただ、経帷子に包まれた、長い黒髪のもつれた女の屍だった。
恐怖に身を震わせながらも侍は、知らぬふりをして妻の住んでいた家へ行く道を訊ねてみた。すると、訊ねられた人は「あの家にはどなたもいらっしゃいません。元は、数年前に都を去った、あるお侍の奥様のものでした。そのお侍は、離れられる前に、他の女を迎えるために奥様を離縁されたのです。それで奥様は、非常に苦しまれて、病気になられました。京都に身寄りもなく、だれも世話をする人がありませんでした。それでその年の秋―9月の10日に亡くなられたのです」といった。
以上より。